# Janad Valcari
Janad Marques de Freitas Valcari (Palmeirópolis, 18 de março de 1984) é uma advogada, empresária e política brasileira, filiada ao Partido Liberal (PL). Foi vereadora na cidade de Palmas e atualmente exerce o cargo de deputada estadual do Tocantins.

## Carreira política
Em 2007, criou o Instituto Plantando e Colhendo o Bem, onde realiza trabalhos sociais em prol das famílias carentes.
Foi presidente do Partido da Mulher Brasileira (PMB) no Tocantins, recebendo filiação de importantes lideranças políticas regionais. Se lançou como pré-candidata ao governo do estado nas Eleições de 2018.
Nas eleições de 2020, filiada ao Podemos, foi eleita vereadora de Palmas com 2.083 votos, sendo presidente da Câmara de Vereadores para o biênio 2021/22.
Nas eleições estaduais no Tocantins em 2022, se elegeu deputada estadual, sendo a mais votada na capital e a mulher mais votada da história do Tocantins, com 31.587 votos. Tomou posse em fevereiro de 2023, sendo eleita também para o cargo de segunda secretária da mesa diretora do parlamento estadual para o Biênio 2023/2024.
Em 2024, concorreu à prefeitura de Palmas com o apoio de nomes importantes da política local e nacional como o governador Wanderlei Barbosa, os senadores Eduardo Gomes e Professora Dorinha e do ex-presidente Jair Bolsonaro. Chegou ao segundo turno, no qual recebeu 69.684 votos, o equivalente a 46,97% do total, sendo vencida por Eduardo Siqueira Campos.

## Controvérsias

#### Alvo de busca e apreensão
Sua casa foi alvo de busca e apreensão da "Operação Pisadinha", realizada pelo Ministério Público Estadual (MP - TO) e com apoio da Polícia Civl do Tocantins, em outubro de 2021. A ação decorre de investigação que é promovida desde 2019, sobre atos de improbidade e crime de fraude a licitação voltada à locação de estrutura para eventos. O alvo da operação seria seu ex-marido, Odirley Valcari.

#### Investigação por improbidade administrativa
Em julho de 2024, o Ministério Público do Tocantins instaurou um procedimento preliminar para apurar a denúncia de um suposto esquema envolvendo Janad Valcari, ex-sócia do grupo musical Os Barões da Pisadinha, acusada de utilizar apresentações da banda para "enriquecimento ilícito", por meio de atos de improbidade administrativa. Uma empresa da deputada “teria firmado diversos contratos com entes públicos, que supostamente teriam recebido valores de emendas parlamentares da própria deputada”

#### Processo contra Diário do Centro do Mundo
Em novembro de 2023, o Diário do Centro do Mundo (DCM) denunciou que Janad faturou R$ 23 milhões por meio de um esquema envolvendo prefeituras e a banda Barões da Pisadinha, da qual a política foi empresária até dezembro do mesmo ano, quando repassou o controle a um filho. 
No dia 2 de agosto de 2024, às vésperas do início do período de campanha das Eleições Municipais de 2024, com a denúncia ainda em fase de procedimento preliminar no MP-TO, o órgão provisório do Partido Liberal (PL) em Palmas, Tocantins, cidade na qual a deputada é pré-candidata a prefeita, entrou com uma representação na Justiça Eleitoral solicitando a remoção de conteúdos que classificou como "fake news caluniosas e difamarória" utilizados de forma "sistemática e coordenada com o único escopo de macular sua honra e imagem, bem como descredibilizá-la perante o eleitorado" em desfavor da pré-candidata, obtendo decisão liminar favorável a remoção dos conteúdos.
Segundo a justiça, após não conseguir citar o site, optou-se pela decisão de derrubá-lo completamente. Segundo a defesa do DCM, o caso permanece sob sigilo judicial e o portal ainda não recebeu nenhuma citação formal. Os advogados buscaram tomar medidas para resolver a situação e denunciaram a violação dos direitos de imprensa.
No dia 7 de agosto, a própria juíza que havia determinado a derrubada do site revogou a decisão após os responsáveis pelo portal removerem a matéria. Pouco tempo depois, o portal voltou ao ar, mas seus criadores ainda consideram o caso como censura. O episódio gerou comentários de solidariedade, e contra a decisão, por parte de diversos outros veículos e jornalistas.

#### Denúncia de compra de votos
Na véspera do primeiro turno da Eleição Municipal de 2024, quando concorria à prefeitura de Palmas, Janad teve o sigilo bancário quebrado pela Justiça Eleitoral do Tocantins no bojo de uma ação de investigação sobre suposto abuso de poder econômico e político. A assessoria jurídica de sua candidatura afirmou que decisão é "oportunidade para comprovar a improcedência das acusações".

## Desempenho eleitoral
| Ano  | Eleição               | Partido | Cargo             | Votos  | %                 | Resultado  | Ref    |
| ---- | --------------------- | ------- | ----------------- | ------ | ----------------- | ---------- | ------ |
| 2020 | Municipal de Palmas   | PODE    | Vereadora         | 2.083  | 1,59%             | Eleita     | [ 30 ] |
| 2022 | Estadual no Tocantins | PL      | Deputada Estadual | 31.587 | 3,77%             | Eleita     | [ 31 ] |
| 2024 | Municipal de Palmas   | PL      | Prefeita          | 62.126 | 39,22% (1º turno) | Não Eleita | [ 32 ] |
| 2024 | Municipal de Palmas   | PL      | Prefeita          | 69.684 | 46,97% (2º turno) | Não Eleita | [ 32 ] |